# Hayami English Network
『Hayami English Network』（通称:HEN）は、1994年4月4日から1996年3月29日まで中京テレビで放送されていた教養バラエティ番組である。

## 概要
前身番組『早見優のアメリカンキッズ』の後番組である。前番組から内容を一新し、人形キャラクターなどの出演がなくなり、児童劇団などに所属する子役（通称:HENキッズ）などが出演して進行された。

## 出演者
- 早見優
- イジリー岡田 オープニングクイズでは雌鶏に扮した「HENちゃん」として出演。
- 坂田おさむ おさらいゴロゴロいんぐりっしゅのコーナー担当。
- ケイン・コスギ

### HENキッズとしての出演者と番組内ニックネーム
- 桜木研仁（ケント）
- 田中玲香（れいか）
- 為田真美（おめめちゃん）
- 米澤史織（よねピー）
- わたなべしんすけ（おやじ）
- 反田孝幸（たかゆき）
- ウエンツ瑛士（えいちゃん）
- 西田彩香（あやか）

## 放送時間
- 中京テレビ（制作局）
  - 番組開始から番組終了まで:月曜〜金曜 17:45〜18:00
- 日本テレビ（ネット局）
  - 1994年度:月曜〜金曜 5:00〜5:15
  - 1995年度:月曜〜金曜 4:45〜5:00
- 読売テレビ（ネット局）
  - 1994・1995年度:月曜〜金曜 5:15〜5:30
- テレビ新潟（ネット局）
  - 1994・1995年度:月曜〜金曜 5:45〜5:59